# Serra San Quirico
Serra San Quirico és un comune (municipi) de la província d'Ancona, a la regió italiana de les Marques, situat a uns 45 quilòmetres al sud-oest d'Ancona. A 1 de gener de 2019 la seva població era de 2.759 habitants.
Serra San Quirico limita amb els següents municipis: Apiro, Arcevia, Fabriano, Genga, Mergo, Poggio San Vicino i Cupramontana.